# Conte di Wiltshire
Conte di Wiltshire è uno dei più antichi titoli nobiliari del Regno d'Inghilterra, dove venne creato nel XII secolo. È attualmente tenuto dal Marchese di Winchester ed è usato come titolo di cortesia per il figlio maggiore del marchese.
La contea fu creata per la prima volta per Harvey di Léon, che sposò Sybilla, una figlia illegittima del re Stefano d'Inghilterra. Il titolo si estinse dopo che Hervey perse i suoi territori inglesi durante l'Anarchia, dato che a quel tempo un individuo non poteva essere conte senza le relative proprietà terriere.
Patrick di Salisbury, I conte di Salisbury venne creato conte di Wiltshire dall'imperatrice Matilde, probabilmente dopo luglio 1143, ma veniva di solito indicato col solo titolo di Conte di Salisbury. Egli fu il figlio maggiore sopravvissuto di William di Salisbury e nipote di Walter di Salisbury, il fondatore del monastero di Bradenstoke nel Wiltshire. Patrick passò il titolo a sua pronipote Margaret Longespee sposa di Henry de Lacy, III conte di Lincoln. La coppia ebbe una figlia, erede suo jure della contessa di Lincoln e Wiltshire alla morte della madre. Ella si sposò tre volte ma la contea di Wilshire tornò alla corona con la sua morte nell'ottobre 1348.
William le Scrope venne creato conte nel 1397. Egli venne condannato a morte durante gli eventi che portarono alla deposizione del re Riccardo II d'Inghilterra da parte di Enrico IV.
La licenza che garantiva la contea non prevedeva la sua ereditabilità per via maschile. Nel 1859 dei discendenti collaterali richiesero il titolo ma la domanda venne bocciata dalla Camera dei Lords.
La generazione successiva fu per James Butler, figlio maggiore del quarto conte di Ormond. Egli combatté a favore dei Lancaster nella battaglia di Towton e successivamente venne condannato a morte.
La contea passò a tre membri della famiglia Stafford ad iniziare da John, il figlio minore del primo duca di Buckingham.
Il padre di Anna Bolena Thomas ricevette il titolo che si estinse dopo la sua morte.
Infine nel 1550 William Paulet venne creato conte di Wiltshire e poi marchese di Winchester. I suoi discendenti continuarono a portare entrambi i titoli.

## Lista dei conti di Wiltshire

### Prima creazione (1139)
- Harvey di Léon

### Creazione ad opera di Matilde d'Inghilterra (c. 1145)
- Patrick di Salisbury, I conte di Salisbury (c. 1122-1168)
- William di Salisbury, II conte di Salisbury (d. 1196)
- William Longespée, III conte di Salisbury (c. 1176–1226), jure uxoris Ela FitzPatrick, contessa di Salisbury (1187–1261)
- Margaret Longespée, contessa di Salisbury (c. 1261 - c. 1311)[1]
- Alice de Lacy, IV contessa di Lincoln (1281–1348)

### Seconda creazione (1397)
- William le Scrope, I conte di Wiltshire (1350–1399)

### Terza creazione (1449)
- James Butler, I conte di Wiltshire (1420–1461)

### Quarta creazione (1470)
- John Stafford, I conte di Wiltshire (?-1473)
- Edward Stafford, II conte di Wiltshire (1469–1499)

### Quinta creazione (1510)
- Henry Stafford, I conte di Wiltshire (1479–1523)

### Sesta creazione (1529)
- Thomas Boleyn, I conte del Wiltshire

### Settima creazione (1550)
Vedi Marchese di Winchester.
Il titolo è oggi usato come titolo di cortesia per il legittimo erede dei Lords di Winchester.